# Unión de Centro Democrático

Logo der UCD

Die Unión de Centro Democrático (kurz: UCD; deutsch: Union des Demokratischen Zentrums) war eine politische Partei in Spanien in der Zeit der Transición. Sie wurde am 3. Mai 1977 als taktisches Wahlbündnis von zwölf liberalen, christdemokratischen und sozialdemokratischen Parteien der politischen Mitte gegründet und wandelte sich im August 1977 in eine einheitliche Partei um. Ihr wichtigster Vertreter war Adolfo Suárez, von 1976 bis 1981 der erste demokratische Ministerpräsident nach dem Ende der Franco-Diktatur. Bei den Parlamentswahlen 1977 und 1979 wurde die UCD stärkste Kraft. Nach der dramatischen Wahlniederlage 1982 löste sie sich auf.

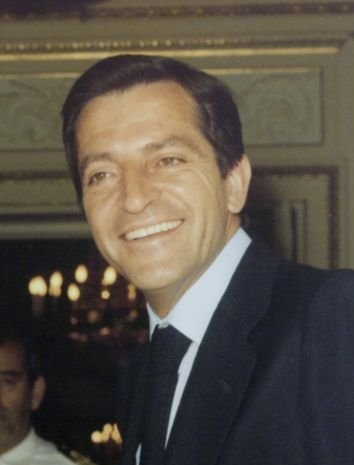
Adolfo Suárez (1978)

Der Union gehörten folgende Parteien an:
- Partido Demócrata Cristiano (PDC) – christdemokratisch; Fernando Álvarez de Miranda und Íñigo Cavero
- Partido Popular (PP) – regierungsnah; Pío Cabanillas und José Pedro Pérez-Llorca
- Partido Socialdemócrata Independiente (PSI) – sozialdemokratisch
- Partido Social Liberal Andaluz (PSLA) – regionalistisch
- Partido Social Demócrata (PSDE) – sozialdemokratisch; Francisco Fernández Ordóñez und Rafael Arias-Salgado
- Partido Progresista Liberal (PPL) – liberal
- Federación de Partidos Demócratas y Liberales (FPDL) – liberal; Antonio Fontán
- Partido Liberal  – liberal
- Federación Social Demócrata (FSD) – sozialdemokratisch
- Partido Gallego Independiente (PGI) – regionalistisch
- Unión Canaria (UC) – regionalistisch
- Unión Social Demócrata Española (USDE) – sozialdemokratisch
- Unión Demócrata de Murcia (UDM) – regionalistisch
- Acción Regional Extremeña (AREX) – regionalistisch
- Partido Demócrata Popular (PDP) – liberal
- Partido Social Demócrata Foral (PSDF) – sozialdemokratisch, regionalistisch

Die UCD war eine bürgerliche Partei der rechten Mitte mit konservativ-liberaler Ausrichtung. Sie gilt als bedeutendste Partei der Transición, da sie jene Eliten des Regimes und die demokratische Opposition vereinigte, die einen friedlichen Übergang zur Demokratie anstrebten. Als Massenpartei konnte sie sich dennoch nie etablieren. Im Januar 1981 trat Suárez als Ministerpräsident und Parteivorsitzender zurück. Danach war Leopoldo Calvo-Sotelo im Amt.
In der Folgezeit zerfiel die Union. Ein Teil des sozialdemokratischen Flügels um Francisco Fernández Ordóñez bildete im November 1981 die Partido de Acción Democrática (PAD), die sich später der sozialistischen PSOE anschloss. Nachdem er bei der Wahl des Parteivorsitzenden unterlegen war, verließ der prominenteste Vertreter der Partei, Adolfo Suárez, die UCD im Juli 1982 und gründete mit seinen Anhängern das Centro Democrático y Social (CDS). Zudem verließ eine Gruppe von Christdemokraten um Óscar Alzaga die UCD und bildete die Partido Demócrata Popular (PDP). Diese schloss sich zur Parlamentswahl im Oktober 1982 mit der post-franquistischen Alianza Popular (AP) unter Manuel Fraga zu einem Mitte-rechts-Bündnis zusammen. Sowohl für die Rumpf-UCD unter Landelino Lavilla als auch für Suárez’ CDS war die Wahl ein Debakel. Die UCD erhielt noch 6,8 Prozent der Stimmen und 11 Sitze in der Abgeordnetenkammer, das CDS schnitt noch schwächer ab. Die meisten früheren UCD-Wähler wechselten zum rechten Bündnis AP-PDP, aus dem 1983 die Coalición Popular und später die konservative Partido Popular hervorging. Im Februar 1983 löste sich die UCD auf.